# Sam Altman
Samuel Harris Altman (1985. április 22. –) amerikai vállalkozó, befektető és programozó, az OpenAI vezérigazgatója és a Loopt társalapítója, korábban a Y Combinator és a Reddit elnöke.

## Korai évek, tanulmányok
Altman St. Louisban, Missouri államban nőtt fel, zsidó családban. Első számítógépét nyolcévesen kapta. Tanulmányait a John Burroughs Schoolban kezdte, majd felvételt nyert a Stanford Egyetemre, amit 2005-ben, egy év után otthagyott.

## Karrier

### Loopt
Altman 2005-ben, 19 évesen társaival megalapította a Looptot, egy helyszínalapú, közösségi mobilapplikációt. Vezérigazgatóként több mint 30 millió dollárt sikerült összekalapolnia, az applikáció azonban nem jutott el elég felhasználóhoz, és 2012 márciusában 43,4 millió dollárért megvásárolta a Green Dot Corporation. A rákövetkező hónapban testvérével, Jack Altmannal megalapították a Hydrazine Capitalt.

### Y Combinator
Altman 2011-ben beszállt az Y Combinatorba, és 2014 februárjában Paul Graham, a társalapító bejelentette, hogy Altman fogja vezetni a céget. Altman egy 2014-es blogposztjában megemlítette, hogy a Y Combinator cégek – többek közt az Airbnb, Dropbox, Zenefits és Stripe - együttes értéke meghaladja a 65 milliárd dollárt. 2016 szeptemberében Altman a YC Group elnökévé lépett elő, mely a Y Combinator mellett más cégeket is magába foglal.
Altman elmondta, szeretné, ha az Y Combinator évente 1.000 cégbe tudna befektetni, közülük is leginkább a „hard technológiával” foglalkozókat részesítené előnyben.
2015 októberében Altman bejelentette az YC Continuity, egy 700 millió dolláros részvényalap megalapítását, mely a növekvő YC cégekbe kívánt befektetni. Egy héttel korábban Altman bemutatta a Y Combinator Researchöt, egy nonprofit kutatólabort, melybe 10 millió dollárt fektetett. A YC Research olyan témákat kutat, mint az alapjövedelem, a számítástechnika jövője, az oktatás és új városok fejlesztése.
2019 márciusában a YC bejelentette, hogy Altman mostantól csak az igazgatói testület vezetését látja el, hogy az OpenAI-ra koncentrálhasson. A döntés nem sokkal azután született, hogy az YC bejelentette, székhelyét átteszi San Franciscoba. 2020 eleje óta Altmannak már nincs köze az YC-hez.

### Reddit
Altman 2014-ben nyolc napig volt a Reddit vezérigazgatója, Yishan Wong lemondását követően. 2015. július 10-én jelentették be Steve Huffman visszatérését a vezetői székbe.

### Worldcoin
Altman 2019-ben részt vett a Tools For Humanity megalapításában. A cég egy globális, íriszalapú biometrikus rendszer kiépítését tűzte ki célul, a Worldcoin kriptovaluta felhasználásával. A Worldcoin az emberek megbízható online hitelesítésével igyekezne kiszűrni a botokat és mesterséges intelligencia által irányított hamis virtuális egyéneket. Az UBI-éhoz hasonló disztribúciós mechanizmust követve, a Worldcoin arra igyekszik ösztönözni felhasználóit, hogy íriszük szkennelévésel csatlakozzanak rendszerükhöz.

## OpenAI
2020-ban Sam Altman otthagyta az Y Combinatort, hogy minden idejét az OpenAI vezetésének szentelhesse, amit eredetileg Altman, Greg Brockman, Elon Musk, Jessica Livingston, Peter Thiel, a Microsoft, az Amazon Web Services, az Infosys, és a YC Research 2015-ben közösen alapítottak egymilliárd dolláros tőkével.
Fejlesztésüket, a ChatGPT első prototípusát 2022 novemberében mutatták be és tették mindenki számára ingyenesen elérhetővé. A chatbot néhány héten belül példátlan világsikert aratott, mivel a bevitt információt számos nyelven – így magyarul is – azonnal képes volt feldolgozni és interaktívan kezelni.
2023 januárjában a chatbot hatalmas sikerét követően a Microsoft, az OpenAI legnagyobb tulajdonosa, egyben a ChatGPT kizárólagos felhőszolgáltatója bejelentette, hogy további 10 milliárd dollárt fektet a ChatGPT fejlesztésébe. Az OpenAI az Egyesült Államok egyik legértékesebb startupjává nőtte ki magát, a ChatGPT bemutatását követően alig több mint egy hónappal a részvényei értéke 29 milliárd dollárra szökött fel.
Altman 2023. május 16-án az Egyesült Államok Szenátusának adatvédelmi, technológiai és jogi albizottsága előtt tanúskodott a mesterséges intelligencia felügyeletének kérdéseiről. Kijelentette, "létfontosságú lesz a kormányzati beavatkozás az egyre nagyobb teljesítményű mesterséges intelligenciarendszerek kockázatainak csökkentése szempontjából".
2023. november 17-én az OpenAI vezetősége bejelentette, hogy „egy alapos felülvizsgálati folyamat” során kiderült, hogy Altman „nem volt mindig őszinte az igazgatósággal folytatott kommunikációja során”, ezért a testület a továbbiakban alkalmatlannak tartja őt az OpenAI vezérigazgatói tisztségének ellátására, feladatait pedig ideiglenesen Mira Muratira, a cég korábbi technológiai vezetőjére (CTO) bízza. Az OpenAI másik társalapítója és elnöke, Greg Brockman még aznap szintén benyújtotta felmondását. November 20-án bejelentették, hogy a Twitch volt vezetője, Emmett Shear lett a cég új vezérigazgatója.
Ezt követően az OpenAI több mint 700 alkalmazottja kilátásba helyezte a felmondását, amennyiben a vállalat nem cseréli le az igazgatótanácsot, a több százmillió dollárt kockáztató befektetők pedig jogi lépéseket helyeztek kilátásba a vállalat igazgatóságával szemben. A hatalmas külső és belső nyomás hatására november 22-én a menesztésről való döntést meghozó igazgatótanácsot a 49 százalékos tulajdonrésszel rendelkező Microsoft döntése alapján (2 százalék az OpenAI-é)  a követeléseknek megfelelően átalakították, majd visszafogadták Altmant vezérigazgatónak (CEO) és Brockman is visszatért a céghez. Satya Nadella a Microsoft vezérigazgatója azzal zárta le az ügyet, hogy a történtek fontos lépést jelentenek az egyértelmű és világos kommunikáció és a hatékony irányítás megteremtése felé.

## Angyalbefektetés
Altman technológiai startapokba és atomenergiai cégekbe fektet. Portfóliójába tartozik az Airbnb, Stripe, Reddit, Asana, Pinterest, Teespring, Shoptiques, Instacart, Optimizely, Verbling, Soylent és a Retro Biosciences. Ezen kívül a Helion és Oklo nevű atomenergia cégek elnöke is.

## Filantrópia
A Covid19-pandémia alatt Altman segítségével jött létre a Project Covalence, ami lehetővé teszi kutatók számára, hogy a TrialSpark klinikai tesztelőcég közreműködésével azonnal elindíthassák klinikai tesztjeiket.
Altman számos startupnak biztosított tőkét a Silicon Valley Bank 2023-as bankpánikja során.

## Politika
A Recode tudósítása szerint Altman 2018-ban indulni akart Kalifornia kormányzójának, de végül nem tette. 2018-ban jelentette be „The United Slate” politikai projektjét, mellyel a lakhatás és egészségügy kérdését kívánta javítani.
2019-ben Altman San Francisco-i házában adománygyűjtést tartott a 2020-as demokrata elnökjelölt Andrew Yang számára. 2020 májusában 250.000 dollárt adományozott az American Bridge 21st Century-nek, mely a demokrata elnökjelölt Joe Bident támogatta.
A ChatGPT sikerét követően Altman 2023 májusában világkörüli turnéra indult, melynek keretében 22 országba látogatott el, és számos vezetővel és diplomatával tárgyalt:
Találkozott a brit miniszterelnök Rishi Sunakkal, Emmanuel Macron francia elnökkel, Pedro Sánchez spanyol miniszterelnökkel, Olaf Scholz német kancellárral, Narendra Modi indiai miniszterelnökkel, Jun Szogjol dél-koreai elnökkel és Jichák Hercoggal, Izrael államelnökével. Ursula von der Leyen, az Európai Bizottság elnöke is fogadta.

## Magánélet
Altman gyerekkora óta vegetáriánus, emellett nyíltan homoszexuális, kilenc évig élt kapcsolatban a Loopt társalapítójával, Nick Sivoval, akivel a cég 2012-es felvásárlását követően szakítottak. 2023 óta Oliver Mulherin a társa, egy ausztrál szoftverfejlesztő. Altman San Francisco Russian Hill negyedében lakik, és van egy nyaralója a kaliforniai Napában.
Altman emellett prepper is. 2016-ban elmondta, „Tartok otthon fegyvert, aranyat, kálium-jodidot, antibiotikumot, elemeket, vizet, izraeli gázmaszkot és van egy nagyobb telkem Big Suron, ahova bármikor elrepülhetek.”

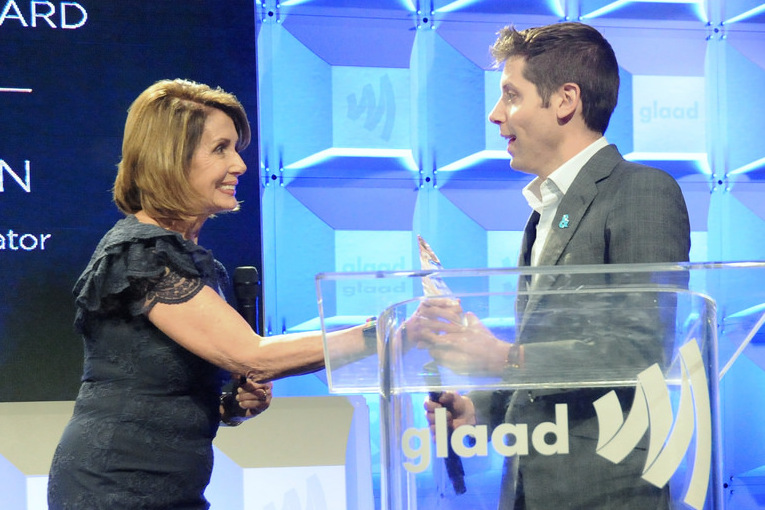
Nancy Pelosi az Egyesült Államok Képviselőházának volt elnöke a 2017-es GLAAD-gálán átadja Sam Altmannak a Ric Weiland-díjat

## Elismerések
2023-ban a Jerusalem Post Altmant választotta az év legbefolyásosabb zsidójának ("Influential Jews: Sam Altman - No. 1"), a Time magazin pedig beválogatta a Világ 100 legbefolyásosabb embere közé. 2015-ben a Forbes vette fel Legjobb 30 év alatti befektetők listájára, 2008-ban pedig a Businessweek „Legjobb Fiatal Vállalkozói” listáján szerepelt.
2017-ben, Altman tiszteletbeli mérnöki diplomát kapott a Waterloo Egyetemen, miután Velocity programjukon keresztül támogatott különböző cégeket. Ugyanabban az évben a GLAAD neki ítélte Ric Weiland-díját a tech szektorban dolgozó LMBTQ közösség elfogadásáért tett erőfeszítéseiért.
Altmant 2016-ban, 2022-ben és 2023-ban is elhívták a Bilderberg konferenciára.
2023-ban Altman volt az első, aki arany vízumot kapott Indonéziába.

## Fordítás
- Ez a szócikk részben vagy egészben  a   Sam_Altman című angol Wikipédia-szócikk ezen változatának fordításán alapul.  Az eredeti cikk szerkesztőit annak laptörténete sorolja fel. Ez a jelzés csupán a megfogalmazás eredetét és a szerzői jogokat jelzi, nem szolgál a cikkben szereplő információk forrásmegjelöléseként.